# Gabriel Rosillo
Gabriel Alejandro Rosillo Kindelán (né le 4 janvier 1999) est un lutteur gréco-romain cubain. Il a remporté la médaille d'or en moins de 97 kg aux Championnats du monde de lutte 2023 qui se sont dérouler à Belgrade, en Serbie. Il a également remporté la médaille d'or en en moins de 97 kg aux Jeux panaméricains de 2019 qui se sont tenus à Lima, au Pérou. Il remporte aussi la médaille de bronze aux Jeux Olympiques de Paris 2024.

## Réalisations
| Année | Tournoi                             | Emplacement             | Résultat | Événement                 |
| ----- | ----------------------------------- | ----------------------- | -------- | ------------------------- |
| 2018  | Championnats panaméricains de lutte | Lima, Pérou             | 3ème     | Lutte Gréco-Romaine 97 kg |
| 2019  | Championnats panaméricains de lutte | Buenos Aires, Argentine | 1er      | Lutte Gréco-Romaine 97 kg |
| 2019  | Jeux panaméricains                  | Lima, Pérou             | 1er      | Lutte Gréco-Romaine 97 kg |
| 2020  | Championnats panaméricains de lutte | Ottawa, Canada          | 2ème     | Lutte Gréco-Romaine 97 kg |
| 2023  | Championnats du monde               | Belgrade, Serbie        | 1er      | Lutte Gréco-Romaine 97 kg |
| 2023  | Jeux panaméricains                  | Santiago, Chili         | 1er      | Lutte Gréco-Romaine 97 kg |
| 2024  | Jeux olympiques                     | Paris, France           | 3e       | Lutte Gréco-Romaine 97 kg |